# Генрі Гудзон
Ге́нрі Гу́дзон (також Ге́нрі Га́дсон; (англ. Henry Hudson; приблизно 1550–1611) — англійський мореплавець, який у 1607 здійснив подорож з метою досягти Індії та Китаю через Північний полюс. Між Гренландією і Шпіцбергеном його затримали льоди — і він повернув назад. Встановив рекорд вільного просування на північ 80°23', який протримався 158 років.

## Відомості про подорожі
Про Генрі Гудзона відомо мало. Дослідники знайшли згадку про те, що експедицію Джона Дейвіса в Америку в 1585 році планували в будинку Джона Гудзона в Лондонському Іст-Енді: не виключається, що Генрі був його сином або родичем та грамотним і знаючим моряком — в іншому випадку Лондонська «Московітська компанія» не довірила б йому кораблі для подорожі до Америки.

### Подорожі 1607 та 1608 років
1607 — Гудзон вирушив на пошуки шляху до Китаю та Індії через Арктику, в обхід іспанських і португальських володінь. Він попрямував спочатку на північ уздовж східних берегів Гренландії, але наткнувся на крижаний бар'єр і, повернувши на схід вздовж кромки льоду, доплив до островів Ньюланд (тепер Шпіцберген).
Тут йому вдалося пройти до 80° північної широти. Повернувшися до Англії, він розповів про можливості полювання на китів на Крайній Півночі і цим сприяв розвитку англійського китобійного промислу в районі Шпіцбергену.
1608 — Гудзон здійснив другу подорож в Арктику з тією ж метою, що й вперше: відкрити Північно-Східний прохід до Китаю та Індії. У пошуках вільної від криги води він потрапив у частину моря між Шпіцбергеном і Новою Землею. До нього цією дорогою намагався пройти голландський мореплавець Віллем Баренц. Не зумівши прорватися на північний схід, Гудзон ще раз спробував щастя на північному заході, але й тут він змушений був відступити перед грізним фронтом крижаних полів.

### Подорожі 1609 року
Третю свою експедицію Гудзон зробив, перебуваючи на службі в голландській Ост-Індійській компанії. Він вийшов з Амстердаму у квітні 1609 року на маленькому судні «Halve Maen». Гудзону була надана свобода вибору між Північно-Східним та Північно-Західним проходами. Уже на початку травня він знову був у теперішньому Баренцевому морі, біля Нової Землі. Експедиція опинилася в дуже важких умовах: стояли люті холоди, важка крига, невидима в тумані, оточувала «Халве-Ман». Ніякої карти цих місць не було. У маленькій команді з 18-20 осіб почалися сварки, настрій був збуджений, назрівав бунт. Гудзон запропонував два варіанти шляху: йти до берегів Америки, де, відповідно до листа та карти, надісланих капітаном Джоном Смітом, близько 60° північної широти була протока, або шукати шлях на північ — через нинішню протоку Дейвіса.
Вирішили шукати дорогу, яку вказував капітан Сміт. У середині травня Гудзон зайшов на Фарерські острови, а в червні «Halve Maen» був недалеко від Ньюфаундленду. У цей час одна з його щогл зламалась і впала за борт. Гудзон добрався до берега Америки і в гирлі річки Кенебек встановив нову щоглу. Він переконався, що в тих місцях можна вести обмінну торгівлю, а море багате на тріску. Після цього він ще двічі підходив до берегів нинішніх штатів Мен і Массачусетс, у бухти Пенобскот і мису Код (на південь від Бостона).
Гудзон обігнув цей мис і в серпні підійшов до затоки Делавер і Чезапік. Ніякої протоки тут не виявилося, і Гудзон знову повернув на північ. У вересні він увійшов до нью-йоркської бухти, де до нього вже бував Джованні да Верраццано, і піднявся вгору по Великій північній річці (тепер річка Гудзон). Діставшись до місця, де нині розташоване місто Олбані, він переконався, що цей шлях не веде до Китаю.
Того ж року інший європейський дослідник, француз Самюель де Шамплейн, намагався пропливти в Китай річкою Рішельє, притокою річки Святого Лаврентія. Шамплейн відкрив озеро, що нині носить його ім'я, підійшов до того ж місця, де перебував Гудзон, тільки з іншого боку. Їх розділяли лише 150 кілометрів.
У Гудзона знову виникли непорозуміння з командою, і він вирішив повернутися до Голландії. По дорозі він зайшов у порт Дартмут в Англії. Тут «Halve Maen» було захоплено англійським урядом, а Гудзону й іншим англійцям з його команди заборонено виїзд в європейські країни. Англійцям порадили робити відкриття на користь власної батьківщини, якщо вони хочуть продовжувати дослідження.
Уже наступного (1609) року Гудзон так і вчинив, а Англійська Ост-Індійська компанія взяла Гудзона до себе на службу і дала йому для пошуків Північно-Західного проходу маленьке судно «Дискавері» («Відкриття») водотоннажністю 55 тонн з екіпажем 23 осіб. Гудзону не цілком довіряли: стало відомо, що під час минулого плавання до американських берегів моряки були дуже незадоволені своїм командиром і невдоволення кілька разів загрожувало перейти у відкритий бунт. Тому директори компанії призначили старшим офіцером «Діскавері» незнайомого Гудзону моряка, вважаючи його цілком надійною людиною.

### Подорож 1610—1611 років
17 квітня 1610 року Гудзон вийшов з Лондонського порту. У гирлі Темзи він висадив на берег нав'язаного йому «спостерігача». Вже на переході до Ісландії піднялося ремствування серед команди, з якою капітан і цього разу ніяк не міг поладити. Від Ісландії Гудзон попрямував до східного берега Гренландії. Там він почав спускатися на південь, марно шукаючи прохід у Тихий океан, обігнув південний край Гренландії, а звідти повернув на захід. Не знайшовши протоки біля північного берега землі Мета-Інкогніта, відкритої Мартином Фробішером, він обігнув цей півострів Баффінової Землі з півдня і 5 липня потрапив в справжню протоку (Гудзонову). Повільно, майже навпомацки вів своє судно Гудзон вздовж північного берега протоки, забитої кригою. 11 липня він витримав сильний шторм, перейшов до протилежного берегу і вдруге відкрив там затоку Унга-Ва, потім закінчив відкриття всього північного узбережжя Лабрадору.
2 серпня у 63°20' північної широти показалася земля, яку Гудзон прийняв спочатку за виступ материка (острів Солсбері). Наступного дня судно обігнуло вдаваний виступ, і перед моряками відкрився на заході під блідими променями північного сонця широкий сріблясто-блакитний простір — вільне від льоду, спокійне море. 3 серпня 1610 року Гудзон зробив такий запис у судновий журнал: «Ми пішли (на захід) по вузькому проходу між островами Дігсі і Лабрадор. Мис у входу з протоки з південної сторони я назвав Вулстенголм». Це останній запис, зроблений рукою Гудзона.

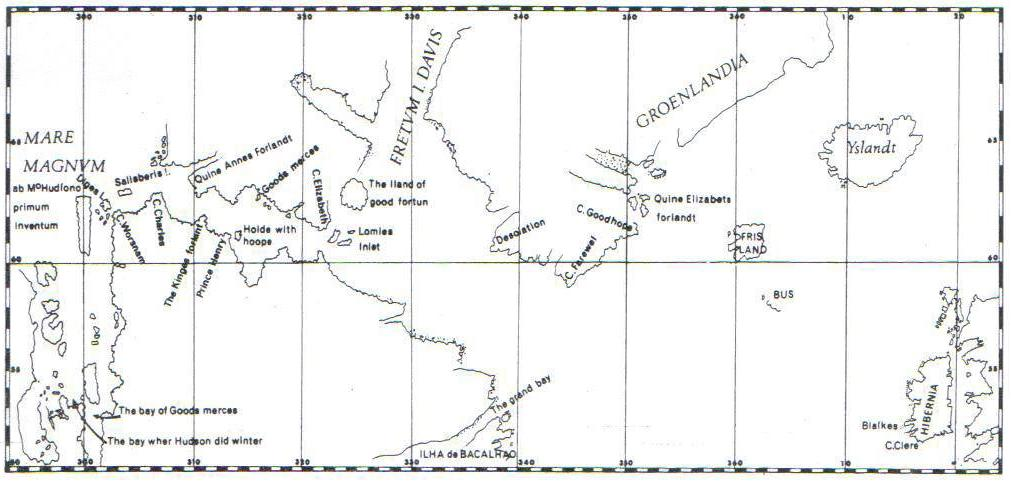
Мапа останньої подорожі Гудзона

Решту через півроку доповів у Лондоні Абакук Пріккет, моряк із «Діскавері». За мисом Вулстенголм берег круто повернув на південь. Судно йшло кілька тижнів уздовж берега. На заході далеко від материка в ясну погоду моряки бачили суходіл і вирішили, що це протилежний берег широкої протоки, що веде їх у Тихий океан. Насправді ж це був ланцюг островів, які простягнулися вздовж західного берега Лабрадору за 50-150 кілометрів від нього (Мансел, Оттава, Ту-Бротерс, Сліпер, Кінг-Джордж, Белчер). Наприкінці вересня, пройшовши на південь по уявній протоці понад 1200 кілометрів, моряки потрапили в порівняно невелику затоку (Джеймс). Серед команди спалахнуло невдоволення, і Гудзон висадив на берег, залишивши там гинути моряка, якого вважав головним баламутом. У листопаді біля південного берега затоки, на 53° північної широти, судно було оточене кригою і викинуте на берег. Зимівля проходила в стерпних умовах: палива цілком вистачало, а успішне полювання на птахів дозволяло добре харчуватися. У середині червня наступного, 1611, року судно спустили на воду і почали поволі просуватися на північ. Через тиждень незадоволеність команди перейшла у відкритий бунт. 22 червня бунтівники кинули в човен Генрі Гудзона, його малолітнього сина, помічника штурмана і ще 6 людей, вірних капітанові, та залишили їх напризволяще без зброї та продовольства.
Єдиний уцілілий офіцер штурман Роберт Байлот восени 1611 року привів «Діскавері» назад в Англію. На Батьківщину повернулися 13 людей (за іншими даними, 8). До капітана-невдахи прийшла посмертна слава: Велику Північну річку, відкриту до нього, названо його ім'ям; протоку, відкриту С.Каботом, — Гудзоновою протокою; море, що стало його могилою, — Гудзоновою затокою.